# Capriccio (Weinberg)
Capriccio, op. 11, per a quartet de corda i en un únic moviment, fou composta per Mieczysław Weinberg el 1943.
Escrit durant la Segona Guerra Mundial, durant els dos anys que Weinberg va passar a Taixkent, va centrar el seu treball en la Primera Simfonia. Només va fer dues composicions per a quartet de corda, Ària, op. 9, i Cappricio. No se sap amb quina finalitat ni a qui estaven dedicades.